# سوره (کمون فرانسه)
سوره (به فرانسوی: Suré) یک کمون در دپارتمان اورن در شمال غربی فرانسه است.

## هم چنین ببینید
- کمون‌های دپارتمان اورن